# Silat al-Harisijja
Silat al-Harisijja (arab. سيلة الحارثية) – miasto w Autonomii Palestyńskiej (północny Zachodni Brzeg, muhafaza Dżanin). Według danych oficjalnych na rok 2007 liczyło 9 310 mieszkańców.